# Берегуардо
Берегуардо (итал. Bereguardo) — коммуна в Италии, располагается в регионе Ломбардия, подчиняется административному центру Павия.
Население составляет 2389 человек, плотность населения составляет 141 чел./км². Занимает площадь 17 км². Почтовый индекс — 27021. Телефонный код — 0382.